# Astragalus baissunensis
Astragalus baissunensis är en ärtväxtart som beskrevs av Vladimir Ippolitovich Lipsky. Astragalus baissunensis ingår i släktet vedlar, och familjen ärtväxter. Inga underarter finns listade i Catalogue of Life.